# Microsorum aichmophyllum
Microsorum aichmophyllum är en stensöteväxtart som först beskrevs av Arthur Hugh Garfit Alston, och fick sitt nu gällande namn av Fraser-jenk. Microsorum aichmophyllum ingår i släktet Microsorum och familjen Polypodiaceae. Inga underarter finns listade.